# Murina eleryi
Murina eleryi és una espècie de ratpenat de la família dels vespertiliònids. És endèmic del Vietnam.
Físicament, s'assembla bastant al ratpenat nassut daurat (M. aurata), però té les dents diferents. El seu hàbitat natural són els boscos de sòl càrstic.